# Alenatea
Alenatea és un gènere d'aranyes de la família Araneidae. Fou descrita el 1999 per Song & Zhu. A data de 2017, conté tres espècies asiàtiques.

## Taxonomia
- Alenatea fuscocolorata (Bösenberg & Strand, 1906)
- Alenatea touxie Song & Zhu, 1999
- Alenatea wangi Zhu & Song, 1999